# Tu viện máu
Tu viện máu (tên tiếng Anh: Immaculate) là bộ phim kinh dị tâm lý của Hoa Kỳ ra mắt năm 2024 được đạo diễn bởi Michael Mohan với kịch bản do Andrew Lobel chấp bút. Phim có sự tham gia diễn xuất của dàn diễn viên bao gồm Sydney Sweeney, Álvaro Morte, Benedetta Porcaroli, Dora Romano, Giorgio Colangeli và Simona Tabasco.
Tu viện máu được công chiếu toàn cầu tại South by Southwest vào ngày 12 tháng 3, 2024 và được phát hành tại các rạp Bắc Mỹ do Neon phân phối vào ngày 22 tháng 3, 2024. Tại thị trường Việt Nam, bộ phim được ra mắt tại các rạp vào ngày 19 tháng 4, 2024.

## Diễn viên
- Sydney Sweeney thủ vai Cecilia
- Álvaro Morte thủ vai Viện phụ Sal Tedeschi
- Benedetta Porcaroli thủ vai Nữ tu Gwen
- Dora Romano thủ vai Viện mẫu
- Giorgio Colangeli thủ vai Hồng y Franco Merola
- Simona Tabasco thủ vai Nữ tu Mary

## Sản xuất
Vào tháng 10, 2022, có thông báo về việc nữ diễn viên Sydney Sweeney sẽ tham gia vào dàn diễn viên của phim với sự tham gia chỉ đạo của Michael Mohan với kịch bản sẽ do Andrew Lobel chấp bút và Sweeney cũng sẽ tham gia vai trò nhà sản xuất dưới nhãn hiệu Fifty-Fifty Films. Tháng 2 năm 2023, Álvaro Morte, Benedetta Porcaroli, Dora Romano, Giorgio Colangeli và Simona Tabasco là những cái tên tiếp theo được xác nhận sẽ tham gia bộ phim.
Quá trình quay phim chính của phim được diễn ra tại Rome, và chính thức kết thúc vào tháng 2 năm 2023.

## Phát hành
Tháng 12, 2023, Neon đã thành công thỏa thuận mua được bản quyền phân phối phim tại Hoa Kỳ. Phim được công chiếu toàn cầu vào ngày 12 tháng 3, 2024 tại sự kiện South by Southwest. Vào ngày 22 tháng 3, 2024, bộ phim cũng sẽ được phát hành tại các rạp chiếu Hoa Kỳ và tại Việt Nam, bộ phim cũng sẽ được ra mắt vào ngày 19 tháng 4, 2024.